# Эгесхайм
Эгесхайм (нем. Egesheim) — община в Германии, в земле Баден-Вюртемберг. 
Подчиняется административному округу Фрайбург. Входит в состав района Тутлинген.  Население составляет 631 человек (на 31 декабря 2010 года). Занимает площадь 7,66 км².